# 大平氏
大平氏（おおひらし）は、土佐国高岡郡の蓮池城を拠点とする豪族。鎌倉時代初期から永禄9年（1566年）まで続いた。藤原秀郷の末裔という。

## 名字の由来
大平の名字は駿河国廬原郡（庵原郡）大平郷（現静岡市清水区大平）にちなむという。しかし、大同5年（810年）、高岳親王は薬子の変に連座して皇太子を廃され落髪、真如法親王となって、貞観3年（861年）より土佐国高岡郡高岡郷の清瀧寺に入山した折、今村、田原、大平の三族が近習しこの地に土着したという伝承があり、その末裔の可能性もある。

## 歴史
大平氏は見聞諸家紋に「土佐之藤氏　大平　近藤国平末」とあるため、藤原秀郷より5代孫にあたる近藤太・脩行の5代孫・近藤国平の系統と考えられる。国平は治承・寿永の乱に功があり讃岐守護に任ぜられる。そのため、讃岐にも同族の国人領主が存在した。
蓮池城は、平家の有力家人であった蓮池家綱が嘉応2年（1170年）に築城したもので、家綱は地名から蓮池と名乗っていた。 治承・寿永の乱により平家が滅び、家綱も夜須七郎行宗に討たれ、蓮池城周辺一帯は讃岐の近藤国平に与えられることになる。この国平の子である国信が土佐に移って大平氏を名乗り、350年にわたり蓮池城主を拠点とする国人領主となった。 『吾妻鏡』に大平太郎左衛門の記述があり、いずれも正月などの武者揃えと思われ、大平氏は御家人身分と考えられる。
室町時代、大平氏は高岡から宇佐の一帯を支配していた。土佐は細川京兆家の守護国となったが、細川氏の土佐守護代家も京都に在住したため、地頭である大平氏が又守護代として土佐を統治し、主家にあたる細川氏のみならず五山の禅僧や公家衆とも交わり、和歌を冷泉為広に学ぶなど文化的教養を身につけていた。そのような関係から、 応仁元年（1467年）に応仁の乱が起きると、「大平之女房」という女性が関白一条教房夫人と縁者であったため、大平氏は教房の土佐下向に尽力する。堺から大平氏の領地の猪尻の港まで船を用意し、居館の蓮池城に10日ほど滞在した後、所領であった幡多荘へと向かった。しかし、これにより土佐西部を統べる大名が誕生してしまう。その約90年後、大平氏は土佐一条氏に滅ぼされることになる。
明応の政変により、京兆家の細川政元が幕府を牛耳るようになり、それと繋がる長宗我部兼序が権勢を振るうようになっていたが、永正4年（1507年）に政元が暗殺され後ろ盾を失うと、大平氏も本山氏・山田氏等と連携して、兼序討滅に加わった。この頃には高岡・吾川・土佐の3郡に影響力を及ぼすまでになったが、細川氏は分裂して内部抗争（両細川の乱）を繰り返すようになり、又守護代として細川氏の力を背景に土佐で幅を利かせていた大平氏の立場は弱いものなっていった。天文15年（1546年）には勢力を拡大する一条氏に破れ、蓮池城を喪失。永禄9年（1566年）には、新興勢力本山氏と一条氏に挟撃され土佐大平氏はついに滅亡した。
讃岐大平氏は讃岐守護となったことにより現地に勢力を扶植し、獅子の鼻城・麻城を拠点とし、香川氏に属して戦国末期まで続いたが、長宗我部氏の降伏後、戸次川の戦いで嫡子を失うなどして没落した。

## 系譜
- 大平国信 - 近藤国平の子、土佐国高岡郡高岡荘・蓮池荘の地頭となり大平氏を名乗る。
- 勝国
- 国嗣
- 敏国
- 国助
- 国満
- 国藤（日向守）
- 国雄 の時代、勢力は最大に達した。外港の宇佐から堺に大船を往来させて、貿易の利を占め、富強であったと伝えられている。力を蓄えた国雄は、佐川・越知・浦ノ内から鴨部方面にまで勢力を伸ばしていった。
- 元国（隠岐守） - 国雄の子 本山梅渓の呼び掛けに応じて、吉良・山田の諸氏とともに反長宗我部連合を結成した。そして、永正5年（1508年）、長宗我部兼序を攻め討死させた。横倉社など数々の寺社の造営にあたった事が史料からも知られる。元国も京にあって文芸を愛したが天文15年（1546年）一条氏に破れる。
- 国興・権頭（くにおき・ごんどう） - 元国の子。蓮池城喪失後、高岡郡戸波村に小領を安堵されていたが、永禄9年（1566年）に一条氏と本山氏の挟撃を受け戸波村積善寺の地に自刃して果てた。これにより土佐大平氏の正統は途絶える。
- 国祐

## 領地
土佐国高岡郡・吾川郡の南部。
| ｢古老伝えて云う。藤原秀郷の裔にして東鑑謂う所の蓮池権頭（ごんのかみ）家綱の後なり。 高岡郡蓮池城に居し蓮池、高岡、大内（おうち）、波介（はげ）、北地、出間（いづま）、甲原（かんばら）、塚地、用石（もちいし）、新居、宇佐、龍、猪尻（いのしり）、浦の内、才畑（さいばた）、仁野、木塚凡そ17村16190石を領し伝える事13世、420年を歴す。｣ |
| —『土佐遺語』、谷泰山 |